# Hylaia reissi
Hylaia reissi is een keversoort uit de familie zwamkevers (Endomychidae). De wetenschappelijke naam van de soort werd in 1911 gepubliceerd door Csiki.